# Aeroportul Internațional La Romana
Aeroportul Internațional La Romana (IATA: LRM, ICAO: MDLR) este un aeroport din La Romana⁠(d), Republica Dominicană ce deservește zona La Romana⁠(d). Aeroportul a fost tranzitat în 2022 de 245.123 de pasageri. A fost deschis în 2000.
Situat la o altitudine de 73 m, aeroportul dispune de 1 pistă.

## Infrastructură

### Piste
Aeroportul dispune de o singură pistă. Pista 11/29 are suprafața de beton și dimensiunile 2.949 m × 45 m. 